# Temporada da NHL de 1948–49
A temporada da NHL de 1948–49 foi a 32.ª  temporada da National Hockey League (NHL). Seis times jogaram 60 partidas cada.

## Temporada Regular
Don Gallinger do Boston Bruins, esperançoso de que poderia ganhar uma apelação da sua suspensão no escândalo dos jogos de azar, finalmente admitiu fazer isso e foi expulso para sempre da NHL em setembro.
Em 8 de outubro de 1948, o New York Rangers estavam para começar sua temporada contra o Montreal Canadiens, quando o time sofreu um infortúnio. Buddy O'Connor, Frank Eddolls, Edgar Laprade, Bill Moe, e Tony Leswick estavam viajando um carro de Montreal para oLago Saranac quando seu carro foi atingido por um caminhão próximo a Rouses Point. O'Connor sofreu várias costelas quebradas, Eddolls um tendão do joelho lesionado, Laprade sofreu um nariz quebrado, Moe teve um corte na cabeça requerendo vários pontos e Leswick escapou com alguns hematomas.
Um recorde da liga de 10 grandes penalidades foi estabelecido 25 de novembro de 1948, quando 11.000 torcedores no Montreal Forum viram uma grande confusão. Ela começou quando o jogador dos Habs Ken Mosdell deu uma cotovelada no jogador dos Maple Leafs Gus Mortson. Mortson retaliou golpeando Elliot de Grey com seu taco. O jogador de Montreal Maurice Richard atingiu Mortson pelas costas e eles brigaram, e então todas as mãos estavam juntas. Mortson, Richard, o jogador de Toronto Howie Meeker e Mosdell foram banidos com penalidades maiores. A confusão começou quandoi Ken Reardon (Montreal) e Joe Klukay (Toronto) começaram a duelar e Bill Barilko foi para Reardon, enquanto Klukay brigou com Billy Reay, e Hal Laycoe lutou com Garth Boesch. No jogo em si, Turk Broda conseguiu seu primeiro jogo sem levar gols no ano, com a vitória dos Leafs por 2–0.
Uma nota triste foi a morte do antigo defensor do Pittsburgh Pirates Tex White, que foi encontrado morto na cama em sua casa em Port Colborne em 12 de dezembro. Ele tinha apenas 48 anos de idade.
Tanto Detroit quanto Montreal perderam seus principais jogadores por lesão nesse ano. Montreal perdeu Elmer Lach com a mandíbula fraturada quando ele colidiu com o defensor do Toronto Bob Goldham, e Emile "Butch" Bouchard machucou um joelho. Detroit perdeu Gordie Howe, que sofreu uma cirurgia no joelho.
Bill Durnan jogou muito bem na segunda metade da temporada e obteve o recorde de quatro jogos seguidos sem levar gols, ficando 309 minutos e 21 segundos sem entregar um gol. No total, Durnan teve 10 jogos sem levar gols e ganhou seu quinto Troféu Vezina em seis anos.

### Mudança de Regras
Uma nova regra, frequentemente chamada "Regra Durnan", foi introduzida no início da temporada, afirmando que os goleiros não poderiam ser capitães e vestir "C" ou "A". Especificamente, a Regra 14-D da NHL diz: Nenhum técnico ou administrador ou goleiro terá permissão para atuar como capitão ou capitão alternativo.
Essa regra foi introduzida porque Bill Durnan, oleiro e capitão do Montreal Canadiens, frequentemente deixaria sua barra para fazer reclamações com os juízes. Times opositores afirmaram que aquilo daria aos Canadiens tempos técnicos não programados durante pontos estratégicos do jogo. Seriam 60 anos antes que outro goleiro pudesse ser capitão. Na temporada 2008-09, o Vancouver Canucks nomeou Roberto Luongo seu 12° capitão e o 7° goleiro capitão da história da NHL.

### Classificação Final
Nota: PJ = Partidas Jogadas, V = Vitórias, D = Derrotas, E = Empates, Pts = Pontos, GP = Gols Pró, GC = Gols Contra

Times que se classificaram aos play-offs estão destacados em negrito
| National Hockey League | PJ | V  | D  | E  | Pts | GP  | GC  |
| ---------------------- | -- | -- | -- | -- | --- | --- | --- |
| Detroit Red Wings      | 60 | 34 | 19 | 7  | 75  | 195 | 145 |
| Boston Bruins          | 60 | 29 | 23 | 8  | 66  | 178 | 163 |
| Montreal Canadiens     | 60 | 28 | 23 | 9  | 65  | 152 | 126 |
| Toronto Maple Leafs    | 60 | 22 | 25 | 13 | 57  | 147 | 161 |
| Chicago Black Hawks    | 60 | 21 | 31 | 8  | 50  | 173 | 211 |
| New York Rangers       | 60 | 18 | 31 | 11 | 47  | 133 | 172 |

### Artilheiros
PJ = Partidas Jogadas, G = Gols, A = Assistências, Pts = Pontos, PEM = Penalizações em Minutos
| Jogador        | Time                                    | PJ | G  | A  | Pts | PEM |
| -------------- | --------------------------------------- | -- | -- | -- | --- | --- |
| Roy Conacher   | Chicago Black Hawks                     | 60 | 26 | 42 | 68  | 8   |
| Doug Bentley   | Chicago Black Hawks                     | 60 | 23 | 43 | 66  | 38  |
| Sid Abel       | Detroit Red Wings                       | 60 | 28 | 26 | 54  | 49  |
| Ted Lindsay    | Detroit Red Wings                       | 50 | 26 | 28 | 54  | 97  |
| Jim Conacher   | Chicago Black Hawks / Detroit Red Wings | 59 | 26 | 23 | 49  | 43  |
| Paul Ronty     | Boston Bruins                           | 60 | 20 | 29 | 49  | 11  |
| Harry Watson   | Toronto Maple Leafs                     | 60 | 26 | 19 | 45  | 30  |
| Billy Reay     | Montreal Canadiens                      | 60 | 22 | 23 | 45  | 33  |
| Gus Bodnar     | Chicago Black Hawks                     | 59 | 16 | 26 | 45  | 14  |
| Johnny Peirson | Boston Bruins                           | 59 | 22 | 21 | 43  | 45  |

## Playoffs

### Semifinais
Detroit Red Wings vs. Montreal Canadiens
| Data        | Visitante          | Placar | Mandante           | Placar | Notas |
| ----------- | ------------------ | ------ | ------------------ | ------ | ----- |
| 22 de março | Montreal Canadiens | 1      | Detroit Red Wings  | 2      | OT    |
| 24 de março | Montreal Canadiens | 4      | Detroit Red Wings  | 3      | OT    |
| 26 de março | Detroit Red Wings  | 2      | Montreal Canadiens | 3      |       |
| 29 de março | Detroit Red Wings  | 3      | Montreal Canadiens | 1      |       |
| 31 de março | Montreal Canadiens | 1      | Detroit Red Wings  | 3      |       |
| 2 de abril  | Detroit Red Wings  | 1      | Montreal Canadiens | 3      |       |
| 5 de abril  | Montreal Canadiens | 1      | Detroit Red Wings  | 3      |       |

Detroit venceu a série melhor de 7 por 4-3
Toronto Maple Leafs vs. Boston Bruins
| Data        | Visitante           | Placar | Mandante            | Placar | Notas |
| ----------- | ------------------- | ------ | ------------------- | ------ | ----- |
| 22 de março | Toronto Maple Leafs | 3      | Boston Bruins       | 0      |       |
| 24 de março | Toronto Maple Leafs | 3      | Boston Bruins       | 2      |       |
| 26 de março | Boston Bruins       | 5      | Toronto Maple Leafs | 4      | OT    |
| 29 de março | Boston Bruins       | 1      | Toronto Maple Leafs | 3      |       |
| 30 de março | Toronto Maple Leafs | 3      | Boston Bruins       | 2      |       |

Toronto venceu a série melhor de 7 por 4-1

### Finais da Stanley Cup
Toronto Maple Leafs vs. Detroit Red Wings
| Data        | Visitante           | Placar | Mandante            | Placar | Notas |
| ----------- | ------------------- | ------ | ------------------- | ------ | ----- |
| 8 de abril  | Toronto Maple Leafs | 3      | Detroit Red Wings   | 2      |       |
| 10 de abril | Toronto Maple Leafs | 3      | Detroit Red Wings   | 1      |       |
| 13 de abril | Detroit Red Wings   | 1      | Toronto Maple Leafs | 3      |       |
| 16 de abril | Detroit Red Wings   | 1      | Toronto Maple Leafs | 3      |       |

Toronto venceu a série melhor de 7 por 4-0

## Prêmios da NHL
| Troféu Memorial Calder:    | Pentti Lund, New York Rangers       |
| Troféu Memorial Hart:      | Sid Abel, Detroit Red Wings         |
| Troféu Memorial Lady Byng: | Bill Quackenbush, Detroit Red Wings |
| Copa O'Brien:              | Detroit Red Wings                   |
| Troféu Príncipe de Gales:  | Detroit Red Wings                   |
| Troféu Art Ross:           | Roy Conacher, Chicago Black Hawks   |
| Troféu Vezina:             | Bill Durnan, Montreal Canadiens     |

### Times das Estrelas
| Primeiro Time                       | Position | Segundo Time                      |
| ----------------------------------- | -------- | --------------------------------- |
| Bill Durnan, Montreal Canadiens     | G        | Chuck Rayner, New York Rangers    |
| Bill Quackenbush, Detroit Red Wings | D        | Glen Harmon, Montreal Canadiens   |
| Jack Stewart, Detroit Red Wings     | D        | Ken Reardon, Montreal Canadiens   |
| Sid Abel, Detroit Red Wings         | C        | Doug Bentley, Chicago Black Hawks |
| Maurice Richard, Montreal Canadiens | RW       | Gordie Howe, Detroit Red Wings    |
| Roy Conacher, Chicago Black Hawks   | LW       | Ted Lindsay, Detroit Red Wings    |

## Estreias
O seguinte é uma lista de jogadores importantes que jogaram seu primeiro jogo na NHL em 1948-49 (listados com seu primeiro time, asterisco(*) marca estreia nos play-offs):
- Jack Gelineau, Boston Bruins
- Dave Creighton, Boston Bruins

## Últimos Jogos
O seguinte é uma lista de jogadores importantes que jogaram seu último jogo na NHL em 1948-49 (listados com seu último time):
- Neil Colville, New York Rangers